# Gerard van Rooy
Gerard van Rooy (Maartensdijk, 20 maart 1938 - Utrecht, 20 oktober 2006) was een Nederlands graficus. Van Rooy was zijn leven lang woonachtig in de stad Utrecht. 

## Oeuvre
Zijn oeuvre bestaat uit meer dan 300 prenten. Hij werkte vrijwel alleen in zwart-wit. Van Rooy werkte figuratief, maar bereikte daarmee vaak een bijna abstract resultaat. Veelal combineerde hij verschillende technieken op één plaat.
Hij maakte onder meer een grote serie van stille, poëtische beelden van eenvoudige onderwerpen: een bolletje touw, een doosje, een schelp, een paar veren. De laatste jaren werden zijn werken verhalender en was er, bijvoorbeeld, ook plaats voor oud kinderspeelgoed.
Van Rooy maakte in de jaren zestig en zeventig deel uit van het Grafisch Gezelschap De Luis. In de jaren negentig was er een keramische samenwerking met de Utrechtse kunstenaars Gert de Rijk, Anco van der Haar en Henk van der Haar in Z4. 

## Monografie/exposities
November 2007 verscheen bij uitgeverij Optima een monografie over Van Rooy (Gerard van Rooy, Etser) met daarin opgenomen een uitgebreide oeuvrecatalogus. Het Centraal Museum in Utrecht organiseerde naar aanleiding hiervan een overzichtsexpositie. Enkele maanden eerder ging zijn website online. In het najaar van 2008 was in Museum Het Rembrandthuis een tentoonstelling te zien over De Luis.

## Privéleven
Uit Van Rooys eerste huwelijk zijn twee dochters geboren. Met zijn tweede vrouw leefde hij samen tot aan zijn dood. Gerard van Rooy ligt in Utrecht begraven op  Soestbergen.

## Werk in Musea en Collectie's
- Centraal Museum te Utrecht
- N-K-Collectie te Amersfoort
- Het Utrechts Archief